# Забродіно (Калінінградська область)
Забродіно (рос. Забродино) — селище Німанського району, Калінінградської області Росії. Входить до складу Лунінського сільського поселення.
Населення —  98 осіб (2015 рік). 